# Hertigdömet Modena och Reggio
Hertigdömet Modena och Reggio var en liten stat i nordvästra Italien som existerade mellan åren 1452 och 1859, med ett uppehåll under Napoleonkrigen (1796-1814), då Napoleon I organiserade om staterna på den italienska halvön under hans Frankrike. Hertigdömet styrdes från år 1814 av huset Este av Habsburg-Este.

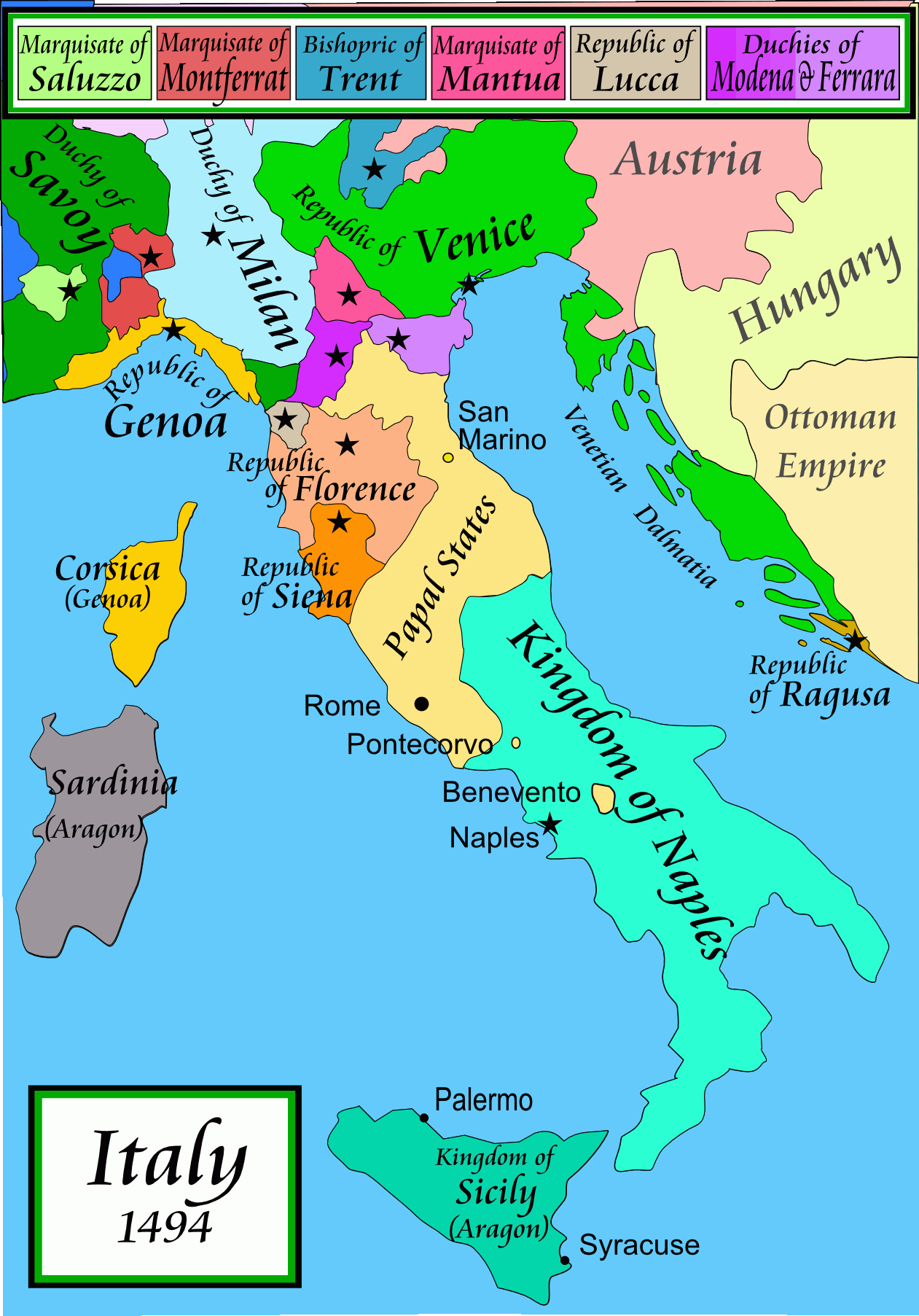
Italien 1494. Hertigdömet Modena i mörklila.

## Huset Este
År 1452 erbjöd kejsaren Fredrik III att det område som Huset Este styrt i århundraden skulle bli ett hertigdöme. Hertigdömets första regent var Borso av Este. Borso hade år 1450 dessutom lyckats bli markgreve i det intilliggande påvliga Hertigdömet Ferrara, där han fick hertigtiteln 1471. Huset Este styrde nu ett hertigdöme vid den södra gränsen av det Tysk-romerska riket som en buffertstat mot Kyrkostaten. 
I den katolska ligan år 1508 krigade soldater från Modena i påvlig tjänst mot Republiken Venedig. När Alfonso II av Este dog 1597 dog hertiglinjen ut. Este valde att Alfonsos kusin, Cesare av Este skulle efterträda som en ny hertig. Detta erkändes dock inte av Clemens VIII och han intog Hertigdömet Ferrara och gjorde det till en lydstat till Kyrostaten. Cesare kunde till slut behålla Modena och Reggio.
År 1628 gjorde det mantuanska tronföljdskriget att hertigarna av Modena började samarbeta med det Habsburgska Spanien och fick i sin tur staden Correggio ur händerna på Kejsar Ferdinand II. Under det spanska tronföljdskriget avhyste Rinaldo III av Este, franska trupper under Ludvig Josef av Vendôme. Ludvig kunde inte återvända förrän 1707. Under 1711 intogs det lilla Hertigdömet Mirandola av Huset Este. Hans efterträdare Francesco III backade upp Frankrike år 1740 i det österrikiska tronföljdskriget och utvisades av habsburgska krafter från hertigdömet, men hans hertigdöme återställdes 1748 genom Freden i Aachen.

År 1796 blev hertigdömet ockuperat av en fransk armé under Napoleon Bonaparte, som avsatte Herkules III av Este och skapade Cispadanska republiken på hans territorium. Genom Freden i Lunéville 1801 blev Herkules kompenserad med Breisgauregionen, tidigare Främre Österrikes områden i sydvästra Tyskland. Han dog dock strax därefter, 1803. Efter hans död ärvdes hertigtiteln av hans son den Habsburg-Lorrainska ärkehertigen Ferdinand av Österrike-Este, farbror till kejsaren Frans II.

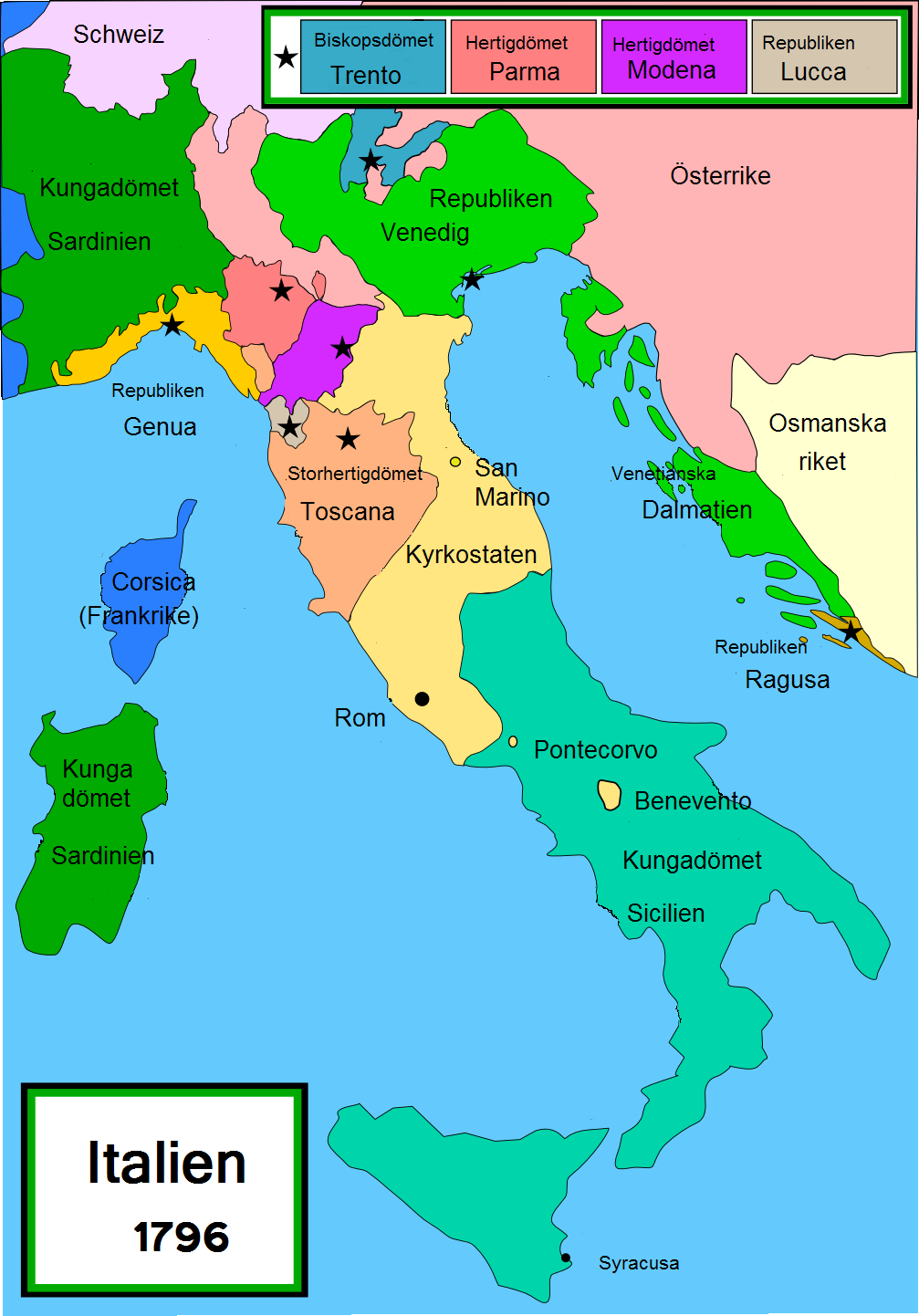
Italien 1796. Hertigdömet Modena och Reggio i lila

## Huset Österrike-Este
Efter upplösningen av Napoleons Kungariket Italien 1814, och den slutliga förlusten vid Slaget vid Waterloo fick Ferdinand III:s son, Francesco IV åter bli hertig av Modena under dominans av den Habsburgska monarkin. Strax därefter ärvde han Hertigdömet Massa och Carrara av sin mor. Under Italiens enande från 1830-60-talet blev de Österrikiska-Este hertigarna avsatta i revolutionerna 1831 och 1848, men återvände efter de slogs ner.
Under det andra italienska frihetskriget (April-juli 1859) efter Slaget vid Magenta, var den sista hertigen Francesco V tvungen att fly denna gång permanent. I december samma år förenades Modena och Reggio, Toscana och Parma till Centralitaliens förenade provinser som annekterades av Kungariket Sardinien i mars 1860, vilket ledde till Italiens enande och tillkännagivandet av Kungariket Italien 1861.

## Provinserna i hertigdömet före upplösningen
- Modena (Hertigdömet Modena)
- Reggio (Hertigdömet Reggio)
- Guastalla (Hertigdömet Guastalla)
- Frignano
- Garfagnana
- Lunigiana
- Massa och Carrara (Hertigdömet Massa och Carrara)

## Regenter i Ferrara, Modena och Reggio
- Borso av Este 1452–1471
- Herkules I av Este 1471–1505
- Alfonso I av Este 1505–1534
- Herkules II av Este 1534–1559
- Alfonso II av Este 1559–1597

## Regenter i Modena och Reggio
- Cesare av Este 1597–1628
- Alfonso III av Este 1628–1629
- Francesco I av Este 1629–1658
- Alfonso IV av Este 1658–1662
- Francesco II av Este 1662–1694
- Rinaldo III av Este 1694–1737
- Francesco III av Este 1737–1780
- Herkules III av Este 1780–1796

Uppehåll under Napoleonkrigen 1796–1814
- Francesco IV av Modena 1814–1846
- Francesco V av Modena 1846–1859